# Lefty Bates
Lefty Bates (9 de marzo de 1920 – 7 de abril de 2007) fue un destacado guitarrista de Chicago blues. Fundó the Lefty Bates Combo además de trabajar con El Dorados, the Flamingos, Jimmy Reed, John Lee Hooker, Buddy Guy, Etta James, the Aristo-Kats, the Hi-De-Ho Boys, the Moroccos, y the Impressions entre muchos otros. Un habitual en la escena blues de Chicago, fue muy conocido como músico de sesión y participó en multitud de grabaciones entre los años 50 y 60.
Bates estuvo casado con la conocida bailarina Mary Cole Bates, fallecida en 2001.

## Biografía
William Bates nació en Leighton, Alabama, tomó su apodo por su forma de tocar la guitarra con la mano izquierda. Bates creció en San Luis, Misuri, acudió a la escuela Vashon High School, y formó su primera banda, Hi-De-Ho Boys. En 1936, se mudó a Chicago donde realizó sus primeras grabaciones para Decca Records y comenzó a tocar en clubes. Tras servir en el ejército durante la Segunda Guerra Mundial, se unió a the Aristo-Kats, con quienes grabó para RCA Victor.
Bates fundó su propia banda junto a Quinn Wilson, con quien estuvo tocando la mayor parte de los años 50. Sus pocas grabaciones fueron registradas en varias discográficas bajo el nombre de Bates. La mayor parte de su actividad musical se centraba en actuaciones regulares en clubes y como músico de sesión para artistas como Jimmy Reed y Buddy Guy. Realiza también algunos trabajos con Larry Birdsong y Honey Brown. Su versatilidad le lleva a ser contratado como parte de la banda de estudio de la discográfica Vee-Jay Records, con Red Holloway y Vernel Fournier, entre otros. Su trabajo en Vee-Jay le ayudó a sobrevivir, y la banda del estudio dio cobertura musical a gran cantidad de artistas de muy diversos géneros, incluyendo R&B, blues, jazz y doo-wop. En 1955, El Dorados obtuvo un gran éxito nacional con "At My Front Door", sencillo en el que Bates tocó la guitarra, llegando al número 1 del Billboard R&B chart.
Desde 1955, Bates trabajó de forma similar para otro sello discográfico de Chicago, Club 51, donde tuvo el privilegio de dirigir la Lefty Bates Orchestra. En Club 51 trabajo fundamentalmente con Sunnyland Slim. En 1957, Bates y Earl Hooker trabajaron con Arbee Stidham en la grabación de "Look Me Straight in the Eye".
En 1959, Bates trabajó con Jimmy Reed en la grabación de "Baby What You Want Me to Do". En marzo de 1960, formó parte del trío que participó en la grabación del álbum de John Lee Hooker, Travellin'. En 1961, trabajó en el álbum Jimmy Reed at Carnegie Hall, así como en la grabación de "Big Boss Man".
Bates falleció de arteriosclerosis en Chicago en abril de 2007 a la edad de 87 años.